# Alavere, Anija
Alavere este un sat (kula) în comuna Anija, Regiunea Harju, Estonia. La recensământul din 2000, satul avea o populație de 429 locuitori.
1. ↑  Consiliul Funciar Eston, accesat în 21 noiembrie 2020